# نيل تشووت جونز
نيل تشووت جونز (بالإنجليزية: Nell Choate Jones)‏ هي رسامة ومُدرسة أمريكية، ولدت في 1879، وتوفيت في 1981.